# Reacció anapleròtica
Les reaccions anapleròtiques són aquelles que proporcionen intermediaris del cicle dels àcids tricarboxil·lics (TCA, de l'anglès) o cicle de l'àcid cítric o cicle de Krebs. El malat es forma al citosol per l'acció de la fosfoenolpiruvat carboxilasa (PEP carboxilasa) i la malat deshidrogenasa i un cop dins la matriu mitocondrial, pot ser emprat per obtenir piruvat (catalitzada per l'enzim màlic NAD+) o àcid oxalacètic. Ambdós productes poden entrar al cicle de l'àcid cítric. Donat que es tracta d'un cicle, la formació de qualsevol dels seus intermediaris pot servir per a reomplir el cicle sencer i mantenir tot els seus substrats al màxim. El terme anapleròtic té el seu origen en el grec antic i significa re-emplenar.
Hi ha 4 reaccions classificades com anapleròtiques, tot i que la producció d'oxalacetat a partir de piruvat és probablement la més important fisiològicament.
| Des de                     | A              | Reacció                                                                                   | Notes |
| Piruvat                    | oxalacetat     | piruvat + CO₂ + H₂O + ATP {\displaystyle \longrightarrow } oxalacetat + ADP + Pi + 2H+    | Aquesta reacció és catalitzada pel piruvat carboxilasa, un enzim activat per Acetil-CoA, indicant una manca d'oxalacetat. El piruvat pot també ser convertit a L-malat, un altre intermediari, mitjançant una via semblant. |
| Aspartat                   | oxalacetat     | -                                                                                         | Aquesta reacció és reversible podent formar oxalacetat a partir d'aspartat en una reacció de transaminació, via aspartat transaminasa.                                                                                      |
| Glutamat                   | α-cetoglutarat | glutamat + NAD+ + H₂O {\displaystyle \longrightarrow } NH₄+ + α-cetoglutarat + NADH + H+. | Aquesta reacció és catalitzada per la glutamat deshidrogenasa. |
| β-oxidació d'àcids grassos | succinil-CoA   | -                                                                                         | Quan s'oxiden àcids grassos de cadena impar, es forma una molècula de succinil-CoA per cada àcid gras. L'enzim final és la metilmalonil-CoA mutasa.                                                                         |